# Frank Tappolet
Frank Tappolet, né le 31 août 1922 à Genève, mort le 17 août 2009 à Genève, fut le premier directeur de la Télévision suisse romande (TSR) de 1954 à 1958.
Après une licence es-sciences morales à l'Université de Genève, il entre à la télévision de Zurich comme réalisateur puis producteur à Radio-Genève. En 1957, il est nommé coordinateur des programmes de télévision à la SSR SRG idée suisse à Berne.
Il fut pendant plus de 20 ans le Secrétaire Général de la Rose d’Or de Montreux.